# الثروة المائية في العراق
الثروة المائية في العراق ثروة هائلة جعلت العراق واحداً من أغنى بلدان العالم في هذا المضمار الحيوي الكفيل بإنعاش البلد وتحقيق مستويات عالية من الرخاء والازدهار. في العراق لم تنحصر هذه الثروة بالنهرين العظيمين (دجلة والفرات) وروافدهما وتفرعاتهما، بل تتسع لتجمعات مائية دائمية شاسعة المساحات تتمثل في العدد الكبير من البحيرات والأهوار المنتشرة في أنهار متعددة.

## الأنهار
| اسم النهر             | الطول بالكيلومترات |
| دجلة (إلى كرمة علي)   | 1290               |
| الزاب الكبير (الأعلى) | 230                |
| الزاب الصغير (الأسفل) | 250                |
| العظيم                | 150                |
| نهر ديالى             | 300                |
| الفرات (إلى كرمة علي) | 1015               |
| المصب العام           | 565                |
| شط العرب              | 190                |
| مهرب الفرات الفيضاني  | 110                |
| نهر الصليبان          | 60                 |
| مهرب كميت الفيضاني    | 80                 |
| نهر ميسان             | 90                 |
| مشروع ماء البصرة      | 238                |
| شط البصرة             | 90                 |
| الغراف                | 150                |

- نهر الدجيل

## البحيرات في العراق
بحيرة الرزازة: تقع على بعد (70 كم) جنوب بحيرة الحبانية و (15 كم) غرب مدينة كربلاء، يبلغ طولها (60 كم) وعرضها (30 كم)، تفصلها عن الحبانية تلول مرتفعة يربطها بالحبانية ناظم وجدول المجراة، المساحة السطحية للبحيرة 1810 كم2 بمنسوب 27 م هو منسوب الإمتلاء، يبلغ حجم الخزن أكثر من 26 مليار م3 وكله خزن، ونسبة الملوحة عالية جداً تقارب ملوحة ماء البحر وهي مقدرة بحوالي 34000 جزء بالمليون، ومساحة الخزان 426 كم م2، والسعة الكلية 3.3 مليار م3 بمنسوب 51 م، ومنسوب الخزن الميت 43 م، والخزن الحي 0.743 مليار م3.
- بحيرة الحبانية: يقع مشروع الحبانية على الجانب الأيمن من نهر الفرات عند مدينة الرمادي، وبوشر العمل به عام 1943 من قِبَل مجلس إعمار في العهد الملكي. وقد تم إنجاز المشروع في عام 1956، ويعد مشروع الحبانية من أهم المشاريع التي أُنجزت في خميسنات القرن الماضي لما له من أهمية كبيرة في درء فيضانات نهر الفرات وتحويل مياهه الزائدة إلى منخفض الحبانية الذي يقع في الجنوب الشرقي لمدينة الرمادي. وتستفيد من المشروع القرى المجاورة للأغراض الزراعية والصناعية ولأغراض الاستهلاك البشري وتنمية الثروة السمكية وخزن المياة الزائدة للاستفادة منها في فصل الصيف فضلاً عن كونه من المرافق السياحية المهمة في العراق. تبلغ مساحة البحيرة 426 كم 2 عند أقصى منسوب للخزن وهو 51 م. السعة الكلية عند هذا المنسوب تبلغ 3.3 مليار م3.

منشآت بحيرة الحبانية: جدول الذبان طول الجدول 9.30 كم 3.1 كم من البحيرة إلى النظام و 6.2 كم من الناظم إلى النهر، وعرض الجدول 42 م عند الصدر، والتصريف الاعتيادي 200 م 3\ ثا.
ناظم الذبان تاريخ الإنشاء 1984 وبوشر بتشغيله عم 1951، وعدد الفتحات 5 وأبعادها 6 م8 م، والتصرف الشغلي 411 م3 \ثا، والتصريف المرصد م3\ ثا الأقصى و 1300 الأدنى.
- بحيرة الثرثار: تقع على بعد 120 كم شمال غربي بغداد بين نهري دجلة والفرات، وتبلغ مساحتها 2710 كم2 كما يبلغ أعلى منسوب للخزن 65 م وحجم الخزن بهذا المنسوب 85.59 مليار م3, والمنسوب التشغيلي 65 ـ 40 م وحجم الخزن بهذا المنسوب 85.59 مليار م3, ومساحة الخزن الميت 40م وحجم الخزن بهذا المنسوب 35.18 مليار م3 والخزن الحي يبلغ 85.59 م3 في حالة امتلاء الخزان إلى أعلى منسوب وهو 65 م.

منشآت بحيرة الثرثار
ناظم سامراء:
تاريخ الإنشاء 1956, عدد البوابات 17 بوابة بأبعاد (12 - 4.5) م، ومنسوب العتبة 58 م ومنسوب المقدم (الأقصى 69 م، الاعتيادي 68 م) والتصريف التصميمي 7000 م3/ ثا، والتصريف المرصد (الأقصى 3100 , الأدنى 200) م3/ ثا.
ناظم الثرثار:
أُنشئ سنة 1956, عدد البوابات 34 بوابة بأبعاد (12- 6.5) م، منسوب العتبة 63 م ومنسوب المقدم (الأقصى 69 م، الاعتيادي 68 م)، والتصريف التصميمي 8500 م3/ثا، والتصريف المرصد (الأقصى 8500 م3/ ثا، الأدنى)
ناظم مخرج الثرثار الرئيسية: أُنشئ سنة 1976، عدد بواباته 6 بوابات أبعادها (6 ـ 8) م، منسوب العتبة 40 م، منسوب المقدم (الأقصى 65 م، الاعتيادي متغير), والتصريف التصميمي 1100 م3/ ثا، التصريف المرصد (الأقصى 980 م3/ ثا، الأدنى).
ناظم التقسيم (الفرات) الأول: أُنشئ سنة 1976، عدد بواباته 4 بوابات أبعادها (12 ـ 9.5) م، منسوب العتبة 38.50 م، منسوب المقدم (الأقصى 47 م، الأدنى متغير)، والتصريف التصميمي له 500 م3/ثا، والتصريف المرصد (الأعلى 200 , الأدنى 10) م3/ثا.
ناظم التقسيم (دجلة) الثاني: تاريخ الإنشاء سنة 1981, عدد بواباته 4 بوابات أبعادها (8 * 7.2) م، ومنسوب العتبة 40م، ومنسوب المقدم (الأقصى 47م، الاعتيادي متغير), التصريف التصميمي 600 م3/ثا، التصريف المرصد (الأقصى 200, الأدنى 10) م3/ثا.
ناظم الشلالة (دجلة): أُنشئ سنة 1981, عدد بواباته 4 بوابات، أبعادها (8 - 7.2) م، منسوب العتبة 37.15 م، منسوب المقدم (الأقصى 45، الاعتيادي متغير)، والتصريف التصميمي 600 م3/ ثا، والتصريف المرصد (الأقصى 200، الأدنى 10) م3/ ثا.
- بحيرة دهوك: سعة الخزن الحي لبحيرة السد هي (47.51) مليون مترا مكعّبا في حين تبلغ سعة الخزن الميت (4.39) مليون مترا مكعبا.
- بحيرة سد الموصل: تاريخ الإنشاء 1986 يبلغ الخزن الحي 8.16 مليار متر مكعب والخزن الميت 2.95 مليار متر مكعّب وذلك عند المنسوب الاعتيادي للسد البالغ 330 م فوق سطح البحر.
- بحيرة العظيم: تاريخ الإنشاء 1999 وتكون سعة الخزن للبحيرة (1.50مليار متر مكعب) ومساحتها 120 كيلو متر مربع.
- بحيرة دربندخان: تاريخ الإنشاء 1961 السعة التخزينية لها 3 مليارات م3 عند منسوب 485 م وبذلك تكون مساحتها (114) كم2، وحين يبلغ المنسوب الأعلى عند الفيضان (493.5 مترا)، عند خزن 4.04 مليارات متر مكعب تصبح مساحة البحيرة (171) كم2.
- بحيرة حمرين: تاريخ الإنشاء 1981 تبلغ مساحة الخزن الإجمالي للبحيرة 2.06 مليار متر مكعب منها 2.04 مليار متر مكعب خزن حي وذلك بمنسوب (104م) وبذلك تكون مساحتها (340) كم2.
- بحيرة سد حديثة: تاريخ الإنشاء 1978 ومساحتها تبلغ 503 كيلومتر مربع، المنسوب الأعلى في الفيضان هو 150.2م وهو المنسوب الاضطراري وبحجم خزن (10.0مليارات متر مكعب).
- بحيرة سد دبس: على نهر الزاب الصغير في محافظة كركوك، سعة حوضها (50) مليون مترا مكعبا من المياه في الحالات الاعتيادية، وبمنسوب 253 مترا فوق سطح البحر؛ ويبلغ منسوب مقدم السد (254 م) في أقصى ارتفاع أمّا منسوب أسفل الحوض فيبلغ 246 مترا فوق سطح البحر.
- بحيرة آمرلي
- بحيرة سد الوند
- بحيرة ساوة
- بحيرة المالح
- بحيرة الدلمج
- بحيرة عانة
- بحيرة كناو
- بحيرة الشويجة
- بحيرة السكر

## الأهوار
تقع الأهوار في العراق ما بين دجلة والفرات، جنوبي العراق، يعيش سكانها في جزر صغيرة طبيعية أو مصنعة في الأهوار، ويستخدمون الزوارق في تنقّلهم وترحالهم وهو نوع من الزوارق يسمى بالمشحوف، والأهوار الدائمية تتميّز من خلال نمو كثيف للنباتات يتناوب مع تمددات مفتوحة للمياه، ويصل عمق البحيرات الكبيرة الدائمية إلى 6 أمتار وكانت موجودة في الأجزاء الشمالية من الهور، للأهوار تأثير إيجابي على البيئة فهي تعتبر مصدر جيد لتوفير الكثير من المواد الغذائية من الأسماك والطيور والمواد الزراعية التي تعتمد على وفرة وديمومة المياه مثل الرز وقصب السكر، ويعتقد البعض أن منطقة الأهوار هي الموقع الذي يُطلق عليه في العهد القديم (جنات عدن) وتعتبر منطقة الأهوار في العراق من أوسع مناطق الأهوار في العالم، وتقدر المساحة الأصلية للأهوار بحوالي 7700 كيلومترا مربعا وكلها من البحيرات الكبيرة الحجم والتي تتخلّلها جزرا صغيرة سكنها الناس وزرعوها بمختلف المحاصيل والأشجار. ويمكن أن نقسم الأهوار جغرافياً إلى قسمين:
1 ـ الأهوار الشرقية:
تقع شرقي دجلة، وتمتد من ناحية السويب في قضاء القرنة بالبصرة، وتمتد شمالاً إلى ناحية العزير بمحافظة ميسان في قرى البيضة والترابة والسمادة. وتتميّز بقلة عدد سكانها واعتمادهم أساسا على جمع القصب لصناعته وتربية الجاموس. ويتميّز قصبها بنوعه الرفيع والطويل والصلب.
2 ـ الأهوار الغربية أو المركزية:
تقع غربي دجلة وشمالي الفرات. ضمن محافظات البصرة وذي قار وميسان. وبالضبط تمتد من قرية السيباية غربي القرنة شمالا إلى أبي إحمورة وأبي الزور في غرب ناحية العزير وتتوغّل شمالا. ومن قرية أم الشويج شمالي ناحية المدينة وتمتد إلى بحيرة زجرا شمالا إلى قرية العكر في محافظة ميسان. ومن قضاء الجبايش في ذي قار شمالا إلى قرية الصيكل في محافظة ميسان، وتلتف حول قرية الكبيبة ثم إلى الجنوب في قرية الساجية بالجبايش. وهذه الأهوار غنية بالقصب، وتتميز بكثافة سكانها وتنوع حرفهم.
أما الأهوار الواقعة بين فروع الفرات في الديوانية والحلة، فهي ليست ذات أهمية، فهي فصلية في الغالب، وصغيرة المساحة، ومحدودة التأثير ومتباعدة.

### أهم الأهوار الرئيسية
- هور الحمّار: يعتبر هور الحّمار من أهم الأهوار، ويمتد من كرمة علي التي تقع على بعد 20 كيلو مترا شمالي البصرة إلى سوق الشيوخ والبو صالح والشطرة حول نهاية الغرّاف (19) كم يبلغ طوله 90 كم وعرضه (25- 30) كم، وكانت مساحته السطحية القصوى (3000) كم2 في موسم الفيضان وتنخفض إلى حوالي 600 كم2 خلال موسم الجفاف وتشكل بحيرة دائمية، ويعد أكبر بحيرة في البلاد، وهي تستمد مائها من الفرات بواسطة قنوات وجداول عديدة إلى الشرق من قرية الحمّار. ويبلغ متوسط عمقها ثلاثة أقدام.
- هور الحويزة: يقع هور الحويزة شرقي نهر دجلة، وتجري تغذية الهور من خلال فرعين رئيسيين يأتيان من نهر دجلة قرب العمارة، يعرفان باسم المشرح والكحلاء. ويمتد بين الحدود العراقية الإيرانية، ويعرف في إيران بهور العظيم إلّا إن الجزء الأكبر يقع في الجانب العراقي ويمتد من جنوب ناحية المشرح في محافظة ميسان إلى مدينة القرنة جنوبا" وبذلك يبلغ طوله حوالي (80 كم) ومعدّل عرضه (30 كم) و خلال تدفّق الربيع يمكن لدجلة أن يفيض مباشرة في الأهوار. وتصل مساحة الهور القصوى إلى(3000) كم 2 تقريبا. تزيد وتنخفض بحسب نسبة المياه وقد تصل في موسم الجفاف إلى حوالي (650) كم2، وتعد نسبة مساحة الهور في العرق بنسبة 79% وفي إيران نسبة 21%، والأجزاء الشمالية والمركزية من الهور هي دائمية، ولكن الأجزاء الجنوبية تصبح موسمية في الحالة الطبيعية.
- هور السناف: يقع هور السناف شمال غرب هور الحويزة، وتضمن تاريخيا مستنقعات موسمية أو مؤقتة تغمر بالمياه في الربيع وتجف في الصيف، في بداية 2003 حوّلت المياه إلى هذه المنطقة لتجنب مياه الفيضان من مدينة العمارة. وأدّت إعادة الغمر ـ إلى إعادة نمو الحياة النباتية القادرة على تحمّل الملح، بينما بقيت نسب الملوحة عالية نسبيا، وجرى تطوير المنخفضات الملحية محليا بينما جففت المياه في المناطق الضحلة، ومع ذلك بقيت بحيرة كبيرة.
- أهوار الجبايش: تقع أهوار الجبايش شمال نهر الفرات بين القرنة والناصرية، وكانت مدينة الجبايش مركزا سكانيا كبيرا لسكان الأهوار، وأُعيد غمرها في 2003 بالمياه من نهر الفرات. وتم استثناء الجبايش من الهدم في التسعينيات، وتبقى ثقافة سكان الأهوار مزدهرة هناك فقد أُنشئت بيوت طينية كبيرة حديثا، أما المنطقة الواقعة شمال الجبايش بموازاة الجانب الأيسر من نهر الفرات فقد بدأت تغمر بالمياه كنتيجة لثلاثة تصدعات في سدود على الفرات، ونتيجة للمياه العالية في الفرات، بدأ الماء بالتدفق شمالا في مناطق أهوار جافة لتندمج في نهاية الأمر مع المناطق المغمورة بالماء الآتي من هور أبو زيرج، ففي نيسان 2003 أُعيد زرع المناطق المغمورة وعادت 15 عائلة إلى إحدى القرى المدمّرة. ونتيجة لقدوم الصيف أصبحت مستويات مياه الفرات أخفض ليتحد مع التبخر لتصبح المناطق المغمورة حاليا مهددة بالجفاف من جديد. وتُبذَل جهود حاليا لإبقاء بعض المياه تتدفق من الشمال لتبقى المنطقة مغمورة إلى أن يجري إعداد خطة عملية لإحياء المنطقة.
- الأهوار المركزية: يحدها نهر دجلة من الشرق ونهر الفرات من الجنوب، وتحدد المنطقة بمثلث بين الناصرية وقلعة صالح والقرنة، تبلغ مساحتها نحو 2400 كم 2. وكانت الأهوار المركزية تاريخيا تتغذّى بالمياه بشكل رئيسي من فروع نهر دجلة المتفرعة باتجاه الجنوب من العمارة وبضمنها شط الميمونة. وكان الهور مغطى بكثافة عالية بالقصب. وتعد بحيرتا الزكري وبغداد من البحيرات البارزة الدائمة الواقعة حول مركز الهور، وكانتا ذات عمق يصل إلى 3 أمتار تقريبا. بموازاة الحافة الشمالية للهور، هناك شبكات كثيفة من المصاب الفرعية والتي كانت مواقع لزراعة الرز.

عند صيف 2004، بقي الجزء المركزي الأوسط من الأهوار المركزية جافّا. وأُعيد غمر السطح الخارجي للأهوار المركزية بالمياه، بما في ذلك الجزء الشمالي الغربي (يوصف بهور العودة) والجزء الجنوبي الغربي (يوصف بهور أبو ازيرج) والجزء الجنوبي (يوصف بهور الجبايش). واستثمرت الحواف الشرقية والشمالية الشرقية من الأهوار المركزية لزراعة القمح.
ولذلك يُعد العراق من أغنى دول العالم بالثروة المائية ومنها: نهر دجلة ونهر الفرات ونهر العظيم ونهر الزاب الكبير ونهر الزاب الصغير ونهر الخابور ونهر ديالى ونهر اب تانغرو نهر ابسيروان ونهر الدجيل ونهر الكارون ونهر شط العرب وأكثر من 35 نهر في شرق العراق ومن إيران وهذا غير الأعداد الكبيرة للأهوار الموسمية داخل العراق.
والعديد من البحيرات منها: بحيرة الحبّانية وبحيرة الرزازة وبحيرة الثرثار وبحيرة ساوة وبحيرة دوكان وبحيرة دربندخان وبحيرة حمرين وبحيرة الموصل وبحيرة حديثة وبحيرة الشيخلي. ويعد العراق من أكثر البلدان في العالم ملكا للأهوار والعديد من الواحات في غرب العراق والعيون والينابيع في شمال العراق ووسطه والكثير من الآبار في وسط العراق وجنوبه.